# 立命館大学大学院経済学研究科・経済学部

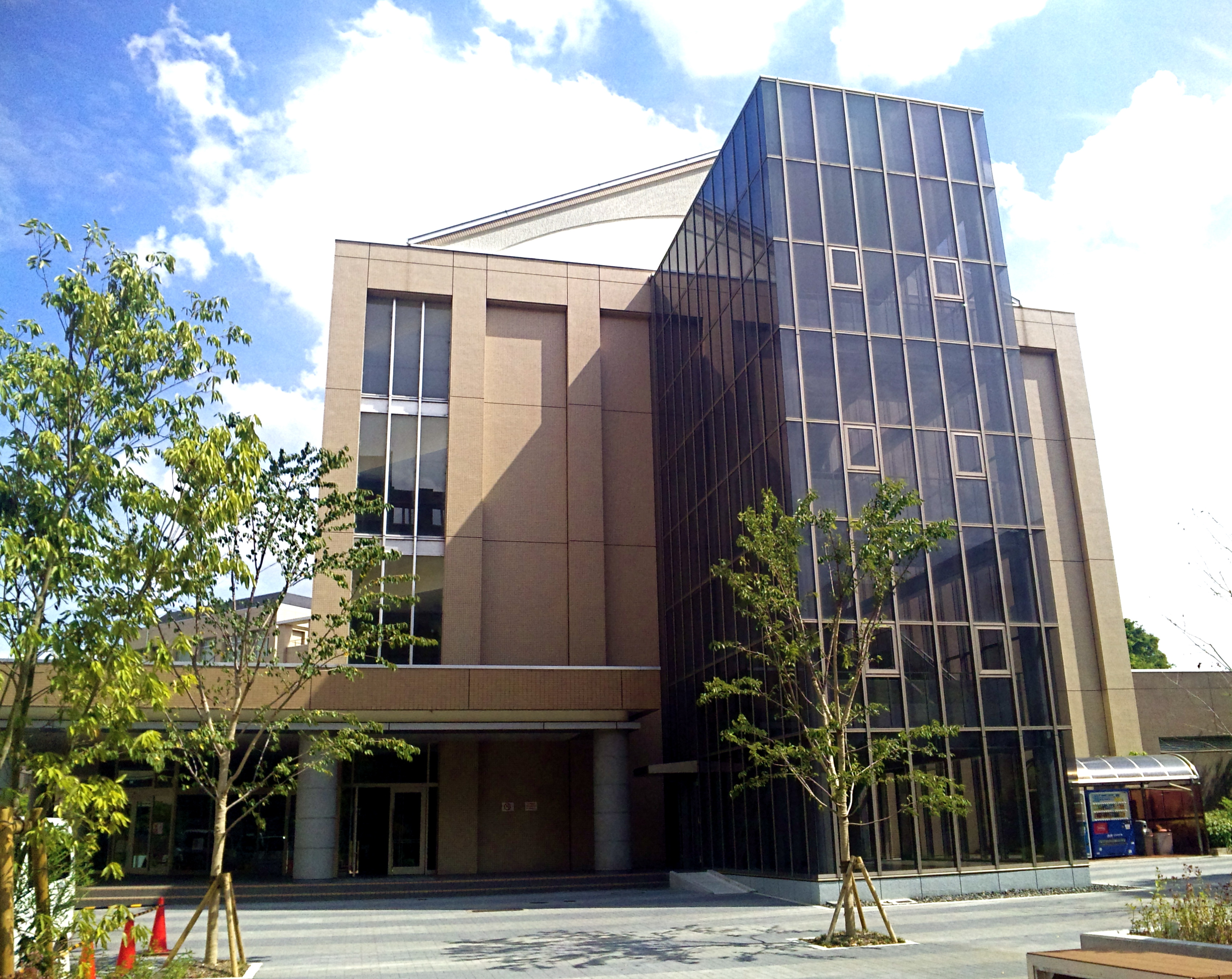
アドセミナリオ（びわこ・くさつキャンパス）

立命館大学経済学部（りつめいかんだいがくけいざいがくぶ、英称：College of Economics）は、立命館大学に設置される学部の一つである。また、立命館大学大学院経済学研究科（りつめいかんだいがくだいがくいんけいざいがくけんきゅうか）は、立命館大学大学院に設置される研究科の一つである。
キャンパスは滋賀県のびわこ・くさつキャンパス。

## 概要
立命館大学経済学部は、2017年にカリキュラム体系を一新し、学生は入学前から、国際専攻と経済専攻から一つ選択するようになった。国際専攻では、「外国語＋経済学教育＋海外経験」を重視し、世界で通用する国際人の育成を目指す教育が用意されている。経済専攻では、「理論＋現実＋実践」で、現代社会の諸問題を解決する人材の育成を目指す教育が用意されている。
また、立命館大学経済学部は少人数教育を重視し、ゼミを軸とした4年間の小集団授業を用意した。その中で、学生は大学1年では主に大学での学び方を受け、大学2年では自分の関心のある分野のゼミに所属し、専門分野の勉強をする。大学3年以降では、学生がそれぞれ学問的に関心のあるテーマを設定し、自主的に調査・研究を行う。そして、毎年12月に開催される「学内ゼミナール大会」で、日頃の調査・研究の成果を論文としてまとめてプレゼンテーション発表につなげていく。
また、学生が経済学を体系的に学べるように８つの「ユニット」が用意されている。ユニットとは複数の関連する科目を１つのパッケージにしたものであり、次の8つのユニットが用意されている。
「グローバル経済」、「経済政策」、「労働・社会保障」、「ビジネス戦略」、「ファイナンス分析」、「環境政策評価」、「地域マネジメント」、「歴史・思想研究」。

## 沿革
- 1904年（明治37年） - 専門学校令によって市立京都法政大学へ改称。大学部に経済学科が設置される。
- 1922年（大正11年） - 大学令によって立命館大学（旧制）の設立が認可され、法律学科と共に法学部内に経済学科を設置。
- 1923年（大正12年） - 専門学部に専門科として法律科と共に経済科を設置。
- 1948年（昭和23年） - 学校教育法に基づいて新制の立命館大学および経済学部が設置。
- 1994年（平成06年） - 立命館大学が滋賀県草津市に新しく「びわこ・くさつキャンパス」（BKC）を開設。
- 1998年（平成10年） - 立命館大学の経済学部と経営学部が衣笠キャンパスから「びわこ・くさつキャンパス」に移転。
- 2018年（平成30年） - 立命館大学経済学部が創設70周年を迎える。

## 組織
大学院経済学研究科
- 経済学専攻

経済学部
- 経済学科
  - 経済専攻
  - 国際専攻

## 学部長
- 高屋和子

## 交通アクセス
びわこ・くさつキャンパス（滋賀県草津市野路東1丁目1-1）
- JR「南草津駅」から近江鉄道バス「立命館大学行き」または立命館大学経由「松ヶ丘五丁目」行き・「県立長寿社会福祉センター」行きで約20分[3]。

## 出身者

### 政治・行政
- 有田芳生（衆議院議員、参議院議員（2期）、ジャーナリスト）
- 岡田憲和（京都市副市長）
- 小川竹二（第3代豊栄市長）
- 地崎宇三郎（第51代運輸大臣、衆議院議員（7期））
- 仲川元庸（第23代奈良市長）
- 成瀬敦（第9代幸田町長）[1]
- 野口聖（岸和田市長）
- 二石昌人（外交官）
- 松岡広隆（衆議院議員（1期））
- 皆吉稲生（衆議院議員（1期））
- 山口信彦（大阪府副知事）

### 経済
- 蟹江嘉信（元カゴメ社長）
- 河原四郎（元大同生命保険社長）
- 清武英利（元読売巨人軍球団代表）
- 小山正彦（プリンスホテル社長）
- 斉藤正行（介護コンサルタント）
- 清水レナ（人事コンサルタント）
- 菅下清廣（経済評論家）
- 住野公一（オートバックスセブン相談役）
- 藤根靖晃（証券アナリスト）
- 牧野庄三（元新潟放送社長）
- 山中諄（元南海電鉄社長）

### マスコミ
- 浦川泰幸（朝日放送アナウンサー）
- 大沢幸広（NHKアナウンサー）
- 大西洋平（テレビ朝日アナウンサー）
- 岡隆一（NHKアナウンサー）
- 小笠原愛（ホリプロアナウンサー）
- 奥野修司（ジャーナリスト）
- 岸下恵介（岡山放送アナウンサー）
- 近藤祐司（スポーツキャスター）
- 清家康広（熊本県民テレビアナウンサー）
- 高塚哲広（朝日放送アナウンサー、気象予報士）
- 寺内優（中国放送アナウンサー）
- 平井文夫（フジテレビ解説委員）
- 延増惇（テレビ朝日記者、元福島テレビアナウンサー）
- 武藤綾子（元秋田テレビアナウンサー）

### 研究
- 岩谷昌樹（経営学者、東海大学教授）
- 宇治谷孟（日本文学者）
- 内山昭（財政学者、成美大学短期大学部教授）
- 小畑力人（観光学者、元和歌山大学理事）
- 工藤教孝（経済学者、名古屋大学教授）
- 伍賀一道（経済学者、金沢大学名誉教授）
- 清水憲一（経済史学者、元九州国際大学学長）
- 清水耕一（経済学者、岡山大学名誉教授）
- 清野良栄（経済学者、松山大学教授）
- 中本悟（経済学者、立命館大学教授、元日本国際経済学会会長）
- 深江誠子（社会学者、元平安女学院大学女性学研究センター長）
- 逸見宜義（経済学者、北海学園大学教授）
- 増田辰良（経済学者、北星学園大学教授）
- 水岡不二雄（地理学者、一橋大学名誉教授）
- 和田八束（経済学者、立教大学名誉教授）

### 文化
- ありむら潜（漫画家）
- 安藤桂甫（人形師）
- 岩野平三郎（紙漉き職人）
- 小野啓（写真家）
- 春日英克（木工作家）
- 金谷こうすけ（ジャズピアニスト）
- 木下勇作（作家）
- 高田京子（写真家、中退）
- 中井拓志（作家、中退）
- 早崎治（写真家）
- 林海象（映画監督、中退）
- 林昌宏（翻訳家）
- 久遠恵（作家）
- 渡部亮平（脚本家・映画監督）

### 芸能
- 有川正治（俳優、中退）
- 犬飼若博（俳優）
- 大浦龍宇一（俳優）
- 小山典子（女優）
- 佐竹俊郎（シンガーソングライター、実業家）
- ばんばひろふみ（歌手）
- 振付稼業air:man（振付師）
- 吉田輝雄（俳優）
- 吉乃すみれ（タレント）
- レイザーラモンRG（お笑い芸人）

### スポーツ
- 石坂正（元JRA調教師）
- 伊藤宏樹（元プロサッカー選手）
- 金森隆浩（元プロ野球選手）
- 加納由理（マラソン選手）
- 川勝主一郎（ラグビー選手・指導者、俳優）
- 河賀雄大（自転車競技選手）
- 北川有広（ラグビー選手）
- 小島智子（元NFLチアリーダー）
- 小谷優介（短距離走選手）
- 塩見綾乃（中距離走選手）
- 田中哲也（レーシングドライバー）
- 西尾慈高（元プロ野球選手）
- 古市忠夫（プロゴルファー）
- 吉岡美帆（セーリング選手）